# Memphis morpheus
Memphis morpheus är en fjärilsart som beskrevs av Otto Staudinger 1886/87. Memphis morpheus ingår i släktet Memphis och familjen praktfjärilar. Inga underarter finns listade i Catalogue of Life.